# Расторгуєв Олександр Євгенович
Олександр Євгенович Расторгуєв (26 червня 1971, Ростов-на-Дону — 31 липня 2018, Сібю, ЦАР) — російський кінорежисер-документаліст.

## Біографія
Народився в 1971 році в Ростові-на-Дону.
Навчався на філфаці Ростовського державного університету. У 1999 році закінчив Державну академію театрального мистецтва в Санкт-Петербурзі (1998).
Працював режисером ДТРК «Дон-ТР». За зйомку фільму «Чистий четвер» творча група фільму була звільнена керівництвом «Дон-ТР». Працював у петербурзькій редакції телеканалу НТВ. У 2001 році організував студію «Кіно».
Жив і працював у Ростові-на-Дону. Як режисер зняв тут у співавторстві з документалістом Павлом Костомаровим документальні фільми «Я тебе люблю» (2010) і «Я тебе не люблю» (2012). Фільми були представлені на кількох зарубіжних кінофестивалях (Франція, Нідерланди). У 2011 році Олександр Расторгуєв представив свій фільм «Я тебе люблю» в конкурсній програмі Роттердамського фестивалю.
У 2009 році Расторгуєв написав спеціально для OpenSpace.ru маніфест нового кіно.
У 2010 році підписав звернення російської опозиції «Путін повинен піти».
Заарештований 10 грудня 2011 в Ростові-на-Дону за участь у мітингах проти фальсифікації результатів виборів у Державну Думу.
У 2012 році спільно з провідним НТВ Олексієм Пивоваровим і документалістом Павлом Костомаровим створив інтернет-проект «Срок». У грудні того ж року разом з ними ж запустив масштабний документальний проект «Реальність».
У березні 2014 року підписав лист «Ми з Вами!» КиноСоюза на підтримку України.
Олександр Расторгуєв разом з двома колегами — журналістом Орханом Джемалем і оператором Кирилом Радченком убитий в Центральноафриканській Республіці 31 липня 2018 року, де знімав фільм про діяльність у цій країні російської «Приватної військової компанії Вагнера»